# Graminizid
Ein Graminizid (lat. graminis = Gras und lat. caedere (in Zusammensetzungen -cidere) = töten) ist ein chemischer oder biologischer Wirkstoff zur Bekämpfung von monokotylen Unkräutern. Graminizide werden als Pflanzenschutzmittel in der Landwirtschaft, im Ackerbau, Gartenbau sowie der Forstwirtschaft eingesetzt. Sie gehören zu den Herbiziden.